# والتر برسي غاردنر
والتر برسي غاردنر (12 ديسمبر 1914  - 1 ديسمبر 2010 )، ضابط بريطاني متقاعد برتبة كولونيل. مواليد نورفولك في بريطانيا. تزوج في 1938 دوريس سوتون، المتوفاة في 1994. خدم في بعثة التدريب البريطاني في الأردن، وبعد أن انتهت مدة التدريب بقي فيها بناءً على طلب من السفارة البريطانية وذلك لحل مشكلة شح المياه الناتج عن الجفاف التي كان يعاني منها الأردن في ذلك الوقت. تزوجت ابنته أنطوانيت غاردنر من ملك الأردن الحسين بن طلال التي أصبحت الأميرة منى من الملك حسين بن طلال في 1961 ثم طُلّقت في 1972، وأنجبت منه 4 أبناء هم ملك الأردن الحالي عبد الله الثاني بن الحسين وأشقائه فيصل وعائشة وزين .. انتقل بسنوات حياته الأخيرة للعيش في الأردن بجانب ابنته الأميرة منى الحسين حيث توفي في 2010 ودفن في مزرعة ابنته الأميرة منى في منطقة الشونة بالأغوار (غرب عمان)، إلى جانب قبر زوجته.